# Kim Gallagherová
Kimberly Ann „Kim“ Gallagherová (11. června 1964 Filadelfie – 18. listopadu 2002 Oreland) byla americká běžkyně na střední vzdálenosti, která získala na olympiádě LOH 1984 stříbrnou a v roce LOH 1988 bronzovou medaili.